# 熱闘!激闘!クイズ島
『熱闘!激闘!クイズ島』（ねっとうげきとうクイズとう）は、ナムコ（現在のバンダイナムコアミューズメント）が1993年にリリースしたアーケード版クイズゲームである。
ナムコのアーケード版クイズゲームとしては『爆裂クイズ魔Q大冒険』（以降『魔Q』）に続く作品となる。

## 概要
プレイヤーはゲーム開始時に4人のキャラクターから1人を選び、南海に浮かぶ島「クイズ島」をそれぞれの目的のために制覇することを目指す。操作はAからDまでの4ボタンを使って行い、レバーは使用しない。
『魔Q』に比べると、ライフアップがかなり厳しくなっている。また、『魔Q』に比べるとステージ数が減っているもののノルマの増加が早く、中盤以降で選ぶステージは常にノルマ８の状態である。
音楽はCD『ナムコ ビデオゲームグラフィティ Vol.10』に収録されている。

## ゲームの流れ
舞台となる「クイズ島」は6×6のマスに分けられており、マップ上の各マスにはさまざまな野生動物がおり、4択（あるいはそれ以下の選択肢の）クイズを出題してくる。クイズに正解することでノルマが1つ減り、逆に誤答するとジェム（ライフ）が1つ減り、全てなくなるとコンティニュー画面となり、プレイ継続のためにクレジット投入を促される。規定のノルマ数だけ正解することで動物を撃破でき、そのマスを獲得できる。ゲーム開始1マス目のみはプレイヤーが選んだキャラクターごとに固定となっているが、2マス目以降はプレイヤーは行き先を獲得済みのマスに辺で隣接したマスの中から選ぶことができる。野生動物は36種類いるが、色違いにすることで種類を増やしている（例えばヒヒとサルはゴリラの、フラミンゴとツルはダチョウの色違いで表現されている）。
マップ上には「ノルマ-1」・「ジャンルセレクト」・「3択」・「2択」・「TIME×2」・「絵の問題」といった種類のマスもあり、「3択」マス上では選択肢が3択になるなど、それぞれの効果を及ぼす。「絵の問題」には黄・緑の2種類があり、黄の「絵の問題」では4つの絵の中から問題文に合ったものを選ぶ問題が出題される。なおこの出題形式のみ、通常は動物が表示されている部分まで選択肢表示部分が拡大される。一方緑の「絵の問題」ではシャッフルされた絵やラスタースクロールにより歪められた絵を見て何を示すかを当てる問題となる。
また中盤以降になるとそれまでにプレイヤーが誤答した問題のみが再出題される「おさらいクイズ」となることがある。「おさらいクイズ」は後のナムコのクイズゲーム作品にも引き続き採用された。
開始時にプレイヤーが選ばなかった残り3人のキャラクターはコンピュータ担当となり、プレイヤー同様にクイズ島の土地獲得を進めていく。プレイヤーがコンピュータ担当のキャラクターが獲得済みのマスを選択するか、逆にコンピュータがプレイヤーが獲得済みのマスに入るとそのキャラクターとの対決となる。
対決ではまず8問1組の問題が出題され、それに答えていく。出題終了後、その8問の答えに共通するキーワード当てを行わなければならない。キーワードを当てるのに成功すれば相手を倒せるが、失敗すると再び別の8(+1)問1組の問題が出題され、成功するまで継続となる。この対決型のクイズは2,3問出題された段階でキーワードを推測し、残りの問題が初見の、あまり知識のない分野でもキーワードから逆に正解を導き出すこともできた。
相手を倒すと相手はマス上から排除され、以降のプレイには登場しない。相手が獲得済みのマスは全てリセットされ、元のマスに戻る。プレイヤー以外の3人を倒すと以降は地底人が4人まで出現する。
全36マスを獲得するとラスボスの「地底大魔王」が出現し、戦いを挑んでくる。地底大魔王を倒すには3回キーワード当てに正解する必要がある。地底大魔王を倒すと各キャラクターの目的を達したこととなり、エンディングとなる。

## 登場キャラクター

### 選択可能キャラクター
相手を倒した後のデモにはその後の地底人登場の伏線となる描写がある。
工夫
目的は巨大都市建造で、左上角のマスからスタートとなる。
花の精
目的は巨大花畑作りで、右上角のマスからスタートとなる。
古生物学者
目的は化石の発掘調査で、左下角のマスからスタートとなる。
農夫
目的は巨大農園作りで、右下角のマスからスタートとなる。

### 地底人
自分以外の3人を倒すと以下の順番で出現する。
1. 地底人ボブ
2. 地底人リンダ
3. 地底人まこと
4. 地底人ポチ